# عبد الله علي افريح
عبد الله علي افريح (مواليد 1 أبريل 2003 في البحرين) هو لاعب كرة قدم بحريني يجيد اللعب في مركز حارس المرمى. يلعب حاليا لصالح الرفاع الذي ينافس في الدوري البحريني الممتاز منذ 2021.